# Franz Fuhrmann (Mediziner)
Franz Fuhrmann (* 25. Januar 1912 in Nakel an der Netze, Provinz Posen; † 6. August 1984 in Kirchenlaibach, Oberfranken) war ein deutscher Arzt und Chirurg im Zweiten Weltkrieg.

## Leben und Wirken
Franz Karl Berthold Fuhrmann wurde als Sohn des Postdirektors Karl Fuhrmann und seiner Ehefrau Hedwig, geb. Schiwon in Nakel / Netze geboren und wuchs nach Versetzung seines Vaters mit 3 Geschwistern in Breslau auf, wo er nach dem Abitur am Humanistischen Matthiasgymnasium 1930 das Studium der Medizin aufnahm. Nach dem Staatsexamen im Dezember 1935 begann er seine Tätigkeit als Medizinalpraktikant am Krankenhaus der Barmherzigen Brüder in Breslau, am gleichen Haus wurde er am 1. Januar 1937 dann Assistenzarzt der Chirurgischen Abteilung unter Ernst Breitkopf. 1938 wurde er bei Karl Heinrich Bauer in Breslau mit der Arbeit „Experimentelle Untersuchungen über die Radiumbehandlung des Brown-Pearce'schen Kaninchenkarzinoms“ zum Dr. med. promoviert. Nach der chirurgischen Weiterbildung am Krankenhaus der Barmherzigen Brüder in Breslau erhielt er die Ernennung zum Facharzt für Chirurgie und wurde im Januar 1942 zur Wehrmacht eingezogen. Als Chirurg der Wehrmacht war er tätig in der Ukraine, Russland, Ungarn und Italien. In diesen Ländern engagierte er sich neben der Behandlung der Verwundeten auch in der ärztlichen Versorgung der Zivilbevölkerung.
Nach Kriegsende und Kriegsgefangenschaft fand Franz Fuhrmann seine vertriebene Familie 1945 in Bayern wieder. 1947 eröffnete er eine Niederlassung als praktischer Arzt in Kirchenlaibach/Oberfranken. Dort war er von 1947 bis 1980 als Landarzt in eigener Praxis tätig. 1977 bekam er eine Auszeichnung mit dem Bundesverdienstkreuz am Bande.

## Familie
Von 1939 bis zu seinem Tod war Franz Fuhrmann verheiratet mit seiner Ehefrau Hedwig, geb. Scholz. Aus der Ehe gingen 3 Kinder hervor: Die Lehrerin Veronika Fuhrmann (später verheiratet Distler), der Unfallchirurg Franz-Josef Fuhrmann und der Lehrer Otto Fuhrmann. Franz Fuhrmann starb 1984 in Kirchenlaibach, wo er auf dem Dorffriedhof begraben wurde.

## Ehrungen und Auszeichnungen
- 1977 Bundesverdienstkreuz am Bande

## Schriften
- Fuhrmann, Franz: Experimentelle Untersuchungen über die Radiumbehandlung des Brown-Pearce'schen Kaninchenkarzinoms, Inaugural-Dissertation, Medizinische Fakultät der Universität Breslau, 1938